# 統一科学
統一科学（とういつかがく）とは、科学史においての主張や運動の一つ。これはウィーン学派のモーリッツ・シュリック、ルドルフ・カルナップ、オットー・ノイラートらによって行われていた事柄である。論理実証主義の立場から物理学を基礎として、全ての科学というものは一貫した体系によって一つになるということであり、諸学を統一させようといった事柄であった。